# Cotunnite
La cotunnite è un minerale (cloruro di piombo).
Il minerale prende il nome da Domenico Cotugno

## Abito cristallino

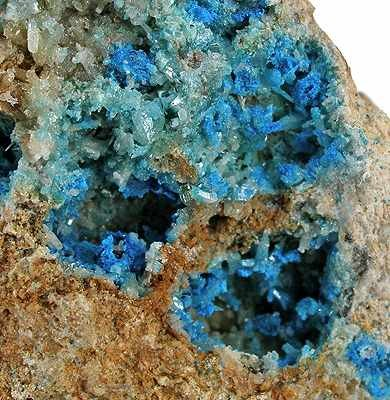
Cristalli di cotunnite con penfieldite e boleite

Aciculare, massivo, granulare.

## Origine e giacitura
Nelle fumarole dei vulcani e al cappello di qualche giacimento di piombo come prodotto di ossidazione.

## Forma in cui si presenta in natura
In gruppi cristallini molto lucenti.

## Proprietà fisico-chimiche
Il minerale è solubile in acqua calda.
Il minerale di origine vulcanica è fortemente radioattivo.
Composizione chimica:
- Piombo: 74.50%
- Cloro: 25.50%

Peso molecolare 278,11 grammomolecole
Indice bosoni: 0,84
Indice fermioni: 0,16
Indici di fotoelettricità:
- PE: 1738,93 barn/elettroni
- ρ densità elettroni: 6718,86 barn/cc

## Località di ritrovamento
Nelle fumarole del Vesuvio in notevoli cristalli, anche se ora non si rinvengono i bei cristalli di un tempo.
Il minerale si trova anche nella miniera Pampa nella provincia di Pallasca (Perù), nelle miniere di Sierra Gorda presso Caracoles e Cerro Challocolla nel Tarapacà (Cile), e nelle miniere di Bentley e di Mohave Co. nell'Arizona (Usa).